# Рамадан (село)
Рамада́н (каз. Рамадан, до 2019 г. — Ки́рово) — село в Аккольском районе Акмолинской области Казахстана. Входит в состав Енбекского сельского округа. Код КАТО — 113253300.

## География
Село расположено в южной части района, на расстоянии примерно 15 километров (по прямой) к юго-востоку от административного центра района — города Акколь, в 14 километрах к востоку от административного центра сельского округа — села Енбек.
Абсолютная высота — 373 метров над уровнем моря.
Ближайшие населённые пункты: село Новорыбинка — на юго-востоке, аул Домбыралы — на севере.
Близ села проходит проселочная дорога «Акколь — Новорыбинка».

## Население
В 1989 году население села составляло 418 человек (из них казахи — 77 %).
В 1999 году население села составляло 266 человек (136 мужчин и 130 женщин). По данным переписи 2009 года, в селе проживали 173 человека (90 мужчин и 83 женщины).
| Численность населения | Численность населения | Численность населения |
| 1989                  | 1999                  | 2009                  |
| --------------------- | --------------------- | --------------------- |
| 418                   | ↘266                  | ↘173                  |

## Улицы[6]
- ул. Бейбитшилик
- ул. Достар